# Sonfjället

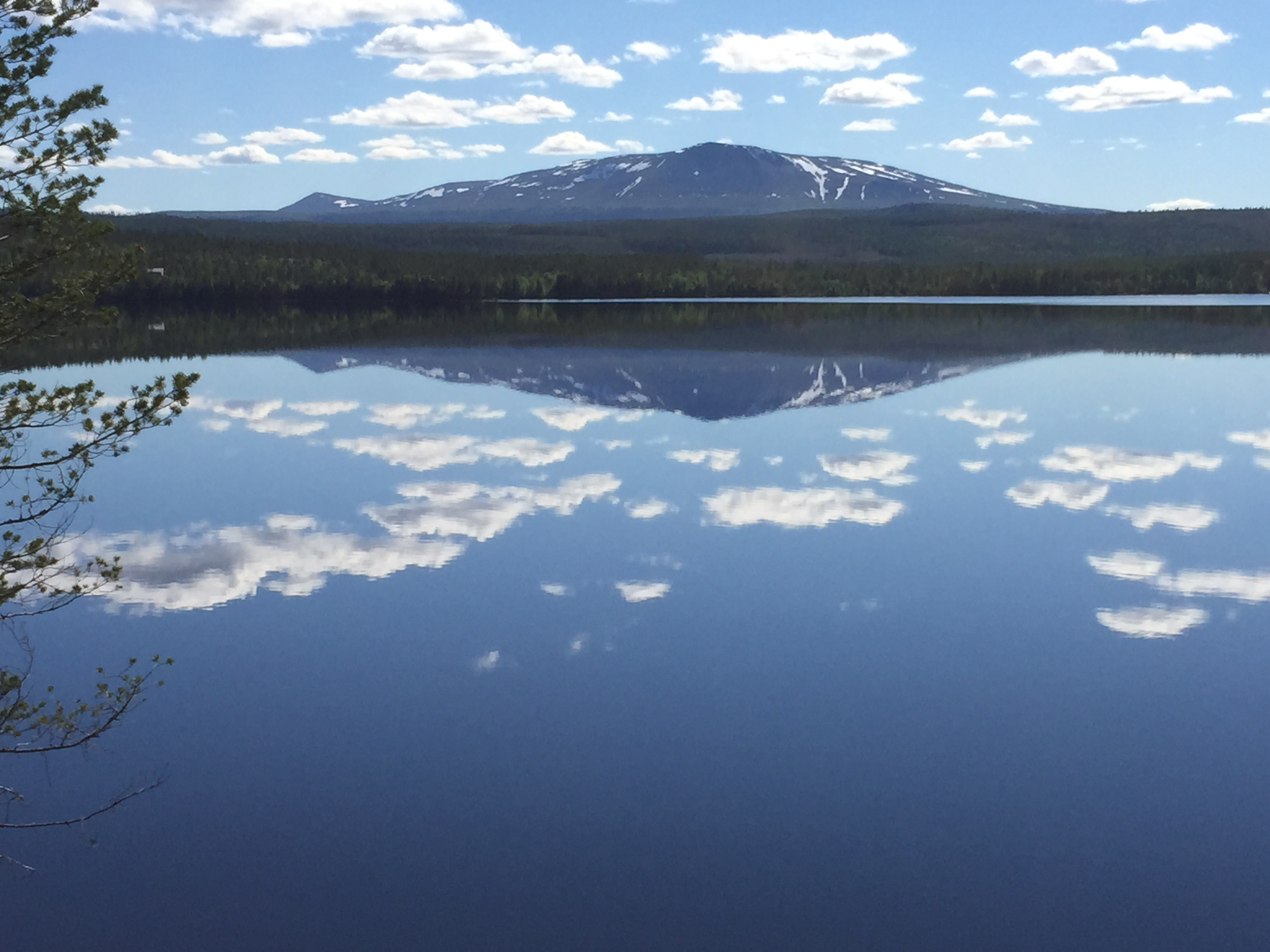
Sonfjället från Vikarsjön i Hedeviken

Sonfjället, ibland stavat Sånfjället (härjedalska: Sôna),  är ett fjällmassiv och en nationalpark i Härjedalen. Bergets högsta topp är belägen 1 278 meter över havet.

## Historik
Sonfjällets nationalpark upprättades för att skydda en del av den sydligaste fjällkedjan i Sverige. Ett litet område avsattes till nationalpark redan år 1909 och Sonfjället blev en av Europas första nationalparker. De två främsta skälen till att detta fjäll valdes ut var de ovanligt lavrika fjällhedarna som endast i mindre grad var påverkade av renar, samt för att skydda den enda spillra av vildren som då fanns i Sverige. 1989 utvidgades parken från 27 till 104 kvadratkilometer (10 400 hektar).
I Nordisk familjebok från 1913 står:
"5) Sonfjällets (omkr. 27 km²), omfattande en del af Hede kronopark på Sonfjället i Härjedalen, afsedd att utgöra prof på ett sydligare beläget fjäll, där naturen icke undergått förändring genom betning af renar (även inom denna nationalpark är björnen bofast)."

## Toppar
Massivets främsta toppar är Högfjället (1 278 meter över havet), Valmfjället (1 117), Gråsidan (1 193), Medstöten (1 027)  och Korpflyet (1 175).

## Djurliv
Området är ett av Sveriges björntätaste och brunbjörnen anses ibland vara Sonfjällets karaktärsart. Även lodjur och en stark älgstam finns i området, ibland dyker även varg , järv och myskoxe upp. Bland särpräglade fjällarter finns både fjällämmel och ren. Vanliga fågelarter är ljungpipare, fjällpipare, dalripa och fjällripa. I området ses också ofta fjällvråk, fiskgjuse och kungsörn.

## Stavning av namnet
Att det finns två stavningar Sonfjället/Sånfjället beror på att myndigheterna ville underlätta stavningen genom att stava som man uttalar, med å, samtidigt som härjedalingarna själva föredrar att stava med o och för att fjället på härjedalska heter Sôna. Förledens betydelse är okänd och omstridd. Vissa ortnamnsforskare har härlett Sån-/Son från fornvästnordiska sunna, 'sol', som även återfinns i ordet söndag, vilket skulle ha gett Sonfjället betydelsen solens fjäll eller solfjället.   
Enligt nutida ortnamnsforskare är denna hypotes felaktig, därför att härledningen från isländska sunna är oförenlig med namnets uttal i den lokala dialekten.
Lantmäteriet avslog i mars 2009 en begäran av Härjedalens kommun om att ändra den officiella stavningens omstridda vokal från '-å-', till '-o-'. Kommunen överklagade beslutet och vann i juni 2010 varefter namnet officiellt skrivs Sonfjället.

## Bilder

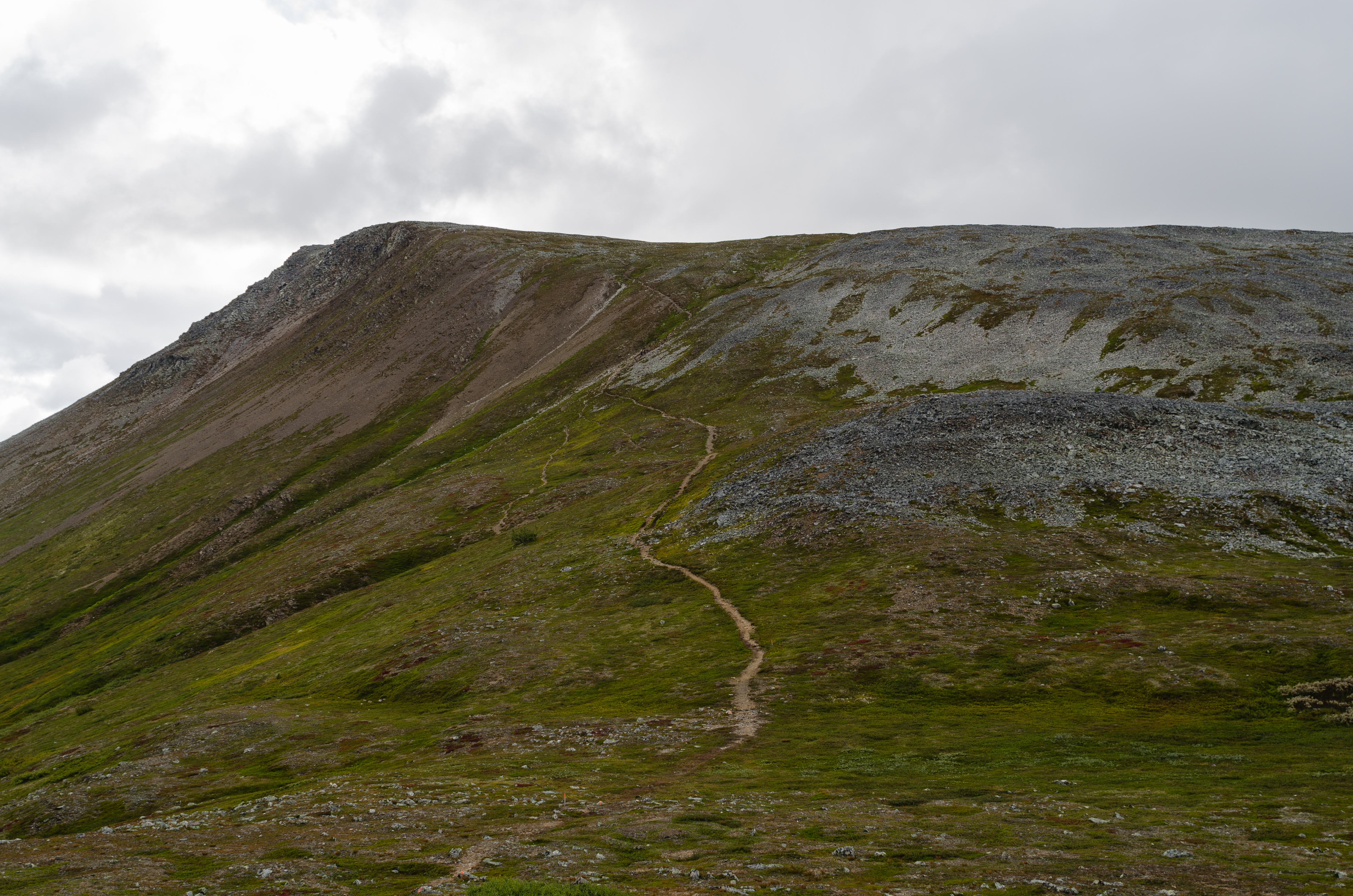
Leden från Nyvallen upp till fjällets topp.
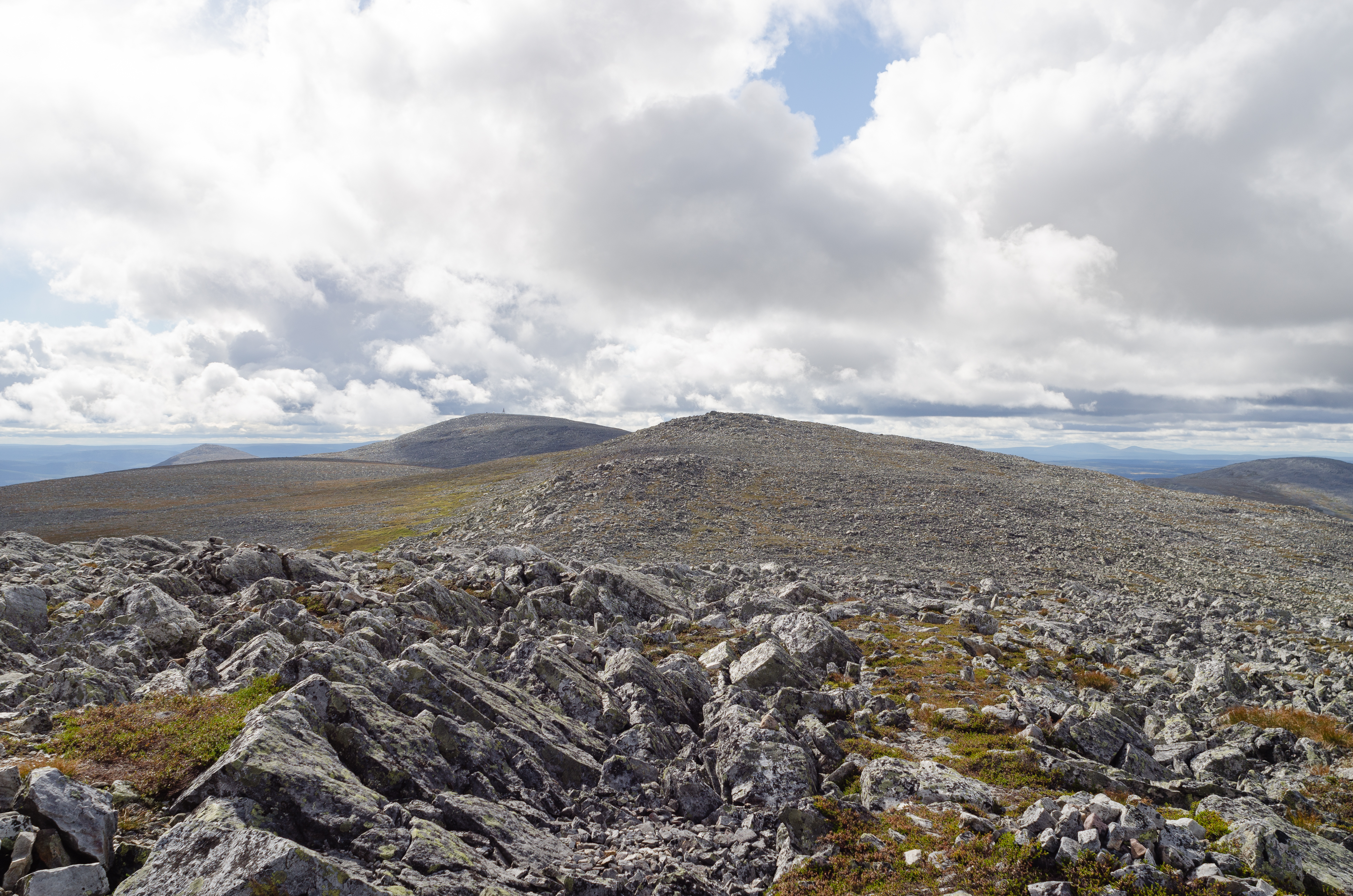
Övre delen av fjället.
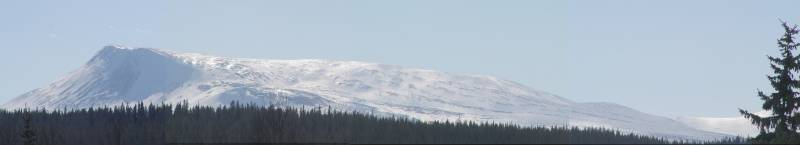
Sonfjället sett från Östbacken, Hede.
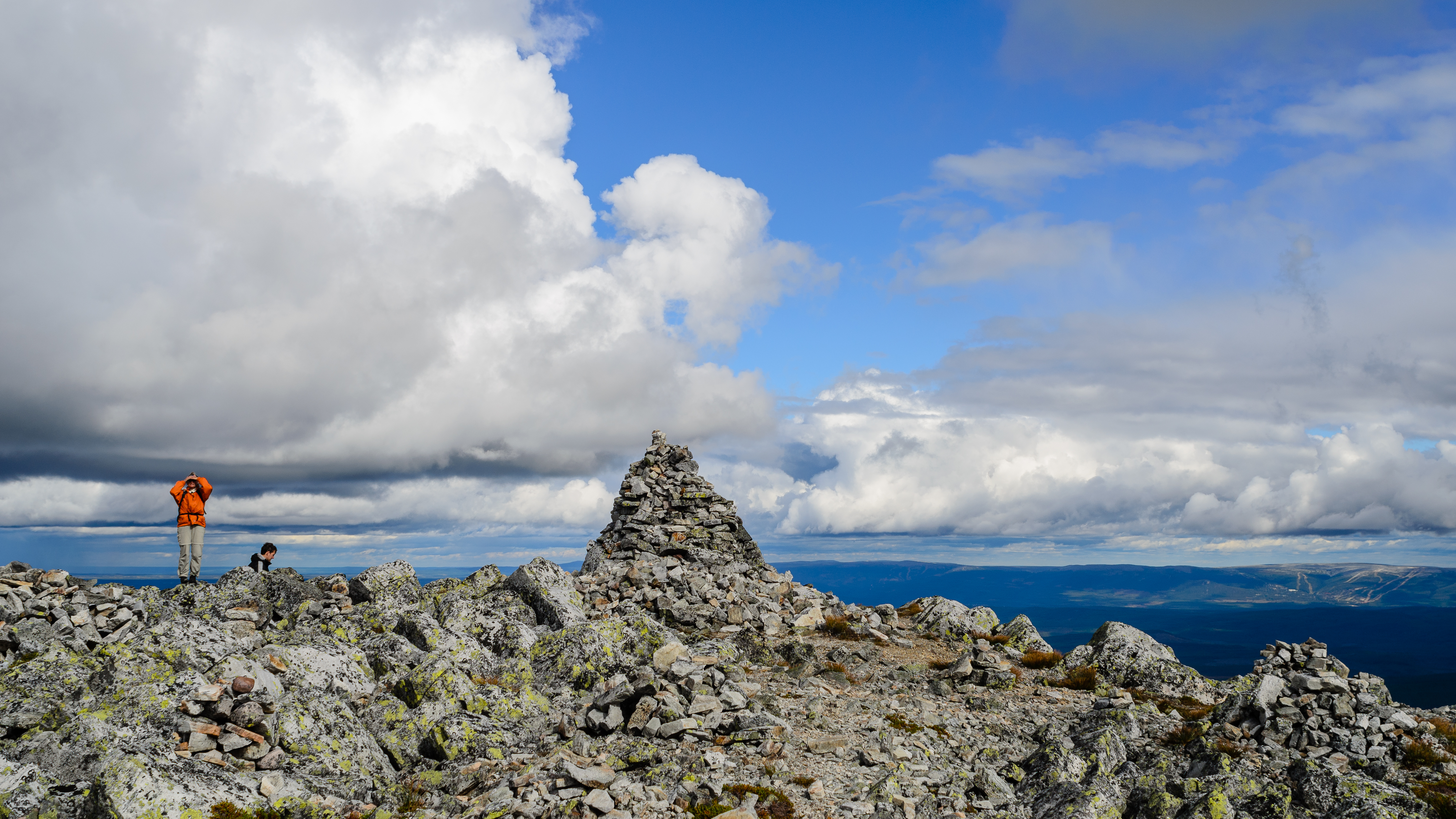
Toppröse.